# Augamy
Augamy (niem. Augam) – wieś w Polsce położona w województwie warmińsko-mazurskim, w powiecie bartoszyckim, w gminie Górowo Iławeckie. W latach 1975–1998 miejscowość administracyjnie należała do województwa olsztyńskiego.

## Historia
Wieś wymieniana w dokumentach po raz pierwszy w 1414 roku jako Owgam, wieś pruska. W czasie wojny trzynastoletniej (1454-1466) Augamy całkowicie się wyludniły. Ponowna kolonizacja nastąpiła po około wieku. Osadnikami byli głównie Polacy. W 1686 roku we wsi uwięziono kobietę uznaną za czarownicę.
Szkoła powstała w połowie XVIII. W 1935 roku w szkole zatrudnionych było 2 nauczycieli, nauczających 84 dzieci.
W 1933 roku w Augamach było 292 mieszkańców, a w 1939 roku mieszkało 278 osób (według innych źródeł - 282)
Augamy leżące w granicach III Rzeszy 21 lutego 1945 roku zdobyły wojska 31 Armii 3 Frontu Białoruskiego Armii Czerwonej.
W 1978 roku w Augamach były 22 indywidualne gospodarstwa rolne, gospodarujące na 186 ha. W tym czasie we wsi funkcjonowała świetlica. W 1983 roku we wsi było 15 budynków mieszkalnych z 139 mieszkańcami, zabudowa była zwarta a ulice miały oświetlenie elektryczne. W spisie statystycznym Augamy łącznie ujmowano z PGR Robity.
W okolicach wsi znajduje się pozostałość po pruskim grodzisku, nazywanym "Szwedzkim Szańcem" (między Augamami a Robitami).